# Sinterklaasjournaal (2006)
Het Sinterklaasjournaal in 2006 was het zesde seizoen van het Sinterklaasjournaal en werd gepresenteerd door Dieuwertje Blok. De intocht vond plaats in Middelburg.

## Verhaallijn
Onderweg naar Nederland werd het boek van Sinterklaas nat door de golven. Op de voorplecht werd hij gedroogd. Maar er was meteen een nieuw probleem. Recht voor de boot stond een enorme regenboog. De Pieten werden bang dat ze er tegenaan zouden varen. Uiteindelijk voeren ze er dwars doorheen. Verder ging er niks meer mis. Zo voer de Pakjesboot 12 op het licht van de vuurtoren af. Er kon niks meer mis gaan... behalve dat een verslaggever van het journaal per ongeluk het licht van de vuurtoren uitzette. Daardoor meerde de boot op de verkeerde plaats aan (Veere). Dieuwertje had dit in de gaten en de boot voer alsnog naar Middelburg, waar hij veilig aanmeerde en de Sint voet aan land zette. Maar door alle verwarring bleef er één Piet in Veere achter. De burgemeester haalde ook die Piet naar Middelburg met een helikopter.
In het Pietenhuis bleek dat het boek van Sinterklaas leeg was. De pagina's waren verkleurd door de regenboog. Dit probleem loste Sinterklaas zelf op. Hij plakte alle verlanglijstjes van de kinderen erin. Maar de Pieten dachten dat het boek nog leeg was en dus haalden ze het weg, om het feit dat het boek leeg was voor Sinterklaas verborgen te houden. En zo verdween het boek. Het boek van Sinterklaas bleek uiteindelijk in Sesamstraat te liggen. Pakjesavond kon doorgaan.
Maar er was nog een groep mensen: de actiegroep 'Sint moet blijven' van meneer Ernst. Deze groep wilde dat Sinterklaas het hele jaar in Nederland blijft en om daarvoor te zorgen, verstopten ze de stoomboot van Sinterklaas. Gelukkig werd hij tijdig gevonden. Het werd groot feest in het Pietenhuis.
Meneer Ernst kwam ook nog even langs. Sinterklaas maakte hem duidelijk dat hij gewoon terug naar Spanje ging en dat meneer Ernst mee mocht, maar meneer Ernst wilde bij nader inzien toch maar liever in Nederland blijven en legde zich er uiteindelijk bij neer. Zo werd het nog een bonte avond.

## Rolverdeling
| Rol                      | Naam                  |
| ------------------------ | --------------------- |
| Presentatrice            | Dieuwertje Blok       |
| Voice-over               | Kees Driehuis         |
| Verslaggever             | Jeroen Kramer         |
| Verslaggever             | Rik Hoogendoorn       |
| Verslaggever             | Martijn Krabbé        |
| Sinterklaas              | Bram van der Vlugt    |
| Wellespiet               | Dick van den Toorn    |
| Boekpiet                 | Marc Nochem           |
| Hoofdpiet                | Erik van Muiswinkel   |
| Huispiet                 | Maarten Wansink       |
| Pietje Precies           | Bob Fosko             |
| Rare Piet                | Rob Kamphues          |
| Sorrypiet                | Marc-Marie Huijbregts |
| Trompetpiet              | Arijan van Bavel      |
| Professor Titus Tillema  | Dick Lam              |
| P.O.D.                   | Bas Hoeflaak          |
| P.O.D.                   | Peter van de Witte    |
| Gastrollen               |                       |
| Henk Jutten              | Martin Ros            |
| Meneer Ernst             | Martijn van de Kamer  |
| Vrouw in supermarkt      | Georgina Verbaan      |
| Pepernotenboerin         | Martine Bijl          |
| Domste opa van Nederland | Hans Boskamp          |